# 아이쓰리시스템
아이쓰리시스템(I3system Inc.)는 대한민국의 방위산업 기업이다. 본사는 대전광역시 유성구 테크노5로 69 (관평동)에 위치해 있으며 대표이사는 정한이다

## 상장
2015년 7월 30일에 공모가 36,000원에 상장하였다.

## 참고문헌
1. ↑  아이쓰리시스템 주가 들썩...미국 로봇업체 고스트로보틱스 지분 왜?, 핀포인트뉴스, 2024.01.04
2. ↑  아이쓰리시스템 "T2SL 소자 기술 적용 센서 양산 준비", 뉴스핌, 2023년 12월 23일
3. ↑  방산 수출 늘어 ‘낙수 효과’ 톡톡… 무기·위성의 ‘눈’ 만드는 아이쓰리시스템, 조선비즈, 2023년 7월 13일